# CinemaSins
CinemaSins (с англ. — «КиноГрехи») — канал на YouTube, созданный Джереми Скоттом и Крисом Аткинсоном. Канал производит видеоролики, в которых изображается комедийная критика и юмористические комментарии к фильмам. По состоянию на январь 2023 года CinemaSins имеет более 9,2 миллионов подписчиков и более 3 миллиардов просмотров видео. Девиз канала — «Безгрешных фильмов нет». С тех пор учредители канала создали отдельный сайт, CinemaSins.com, работающий одновременно с одноимённым каналом на YouTube.

## Основа
Скотт и Аткинсон познакомились в 1999 году, работая менеджерами в кинотеатре. Они оба были страстными киноманами. 11 декабря 2012 года они выпустили на YouTube свой первый ролик в жанре «Всё не так с…» (Everything Wrong With, EWW), в котором вёлся подсчёт «киногрехов» фильма «Новый Человек-паук». Ролик собрал более 250 000 просмотров. С тех пор канал CinemaSins последовательно выпускают по 2 видеоролика «Movie Sins» каждую неделю.
«Киногрехами» создатели канала называют все виды киноляпов, а также неубедительную игру актёров, длинные лого и титры, спойлеры, клише, халтуру и многие другие отрицательные с их точки зрения моменты.
Некоторое время на YouTube существовал канал CinemaSins Russia, который занимался переводом и озвучиваем роликов CinemaSins на русский язык. Впоследствии канал прекратил своё существование. Однако жанр «киногрехи» в рунете стал очень популярен. Со временем на YouTube появилось много каналов, выпускающих ролики с подсчётом «киногрехов», а также канал CinemaWins, подсчитывающий плюсы фильмов.
Сейчас переводами на русский язык занимается канал CinemaSins на русском.

## Критика
CinemaSins вызвал критику со стороны многих режиссёров, в том числе Райана Джонсона, Дэймона Линделофа, Роберта Каргилла, Дэвида Сандберга и Джордана Вогт-Робертса. Кинорежиссёры утверждают, что канал не имеет какой-либо творческой ценности, потому что его создатели занимаются не подлинной критикой, а тривиальной придирчивостью, связанной с отсутствием понимания процесса создания фильмов.